# هایک (ناحیه کارلووی واری)
هایک (به چکی: Hájek) یک منطقهٔ مسکونی در جمهوری چک است که در ناحیه کارلووی واری واقع شده‌است. هایک ۸٫۷۵ کیلومتر مربع مساحت و ۵۱۲ نفر جمعیت دارد و ۴۷۳ متر بالاتر از سطح دریا واقع شده‌است.